# Edward D. Baca
Edward D. Baca, ameriški general, * 23. julij 1938, Santa Fe, Nova Mehika, ZDA, † 15. september 2020, Albuquerque, Nova Mehika.
Najbolj je poznan kot prvi hispansko-ameriški načelnik Biroja Nacionalne garde ZDA. V 80. letih 20. stoletja je Nacionalna garda Nove Mehike (NMNG), kateri je poveljeval, postala znana zaradi sodelovanja v t. i. Politiki totalne sile (Total Force Policy) Kopenske vojske ZDA. V času upokojitve leta 1998 je bil najvišji rangirani vojaški pripadnik Oboroženih sil ZDA hispanskega rodu.

## Življenjepis
Njegova družina je prišla v Mexico City v 16. stoletju in nato so sodelovali pri ustanovitvi provinci Nova Mehika. Dva njegova praprastarša sta se borila v ameriški državljanski vojni. Njegov oče, Ernesto Baca, je bil veteran druge svetovne in korejske vojne.
Srednjo šolo je obiskoval v Santa Feju. Po smrti očeta je zapadel v depresijo, iz katere ga je potegnil bratranec, ki ga je prepričal, da se je pridružil bateriji C 736. protiletalskega artilerijskega bataljonu; 19. novembra 1956 je uradno zaprisegel Nacionalni gardi ZDA.
Po šestih letih kot navadni vojak v Nacionalni gardi ZDA, ga je bratranec prepričal, da postane častnik. Tako je 20. julija 1962 končal Šolo častniških kandidatov (Officers Candidate School) in postal poveljnik voda 3631. vzdrževalne čete (3631st Maintenance Company). Kmalu zatem je zaprosil za aktivno služenje, tako da je bil poslan v Vietnam. 22. februarja 1966 je končal aktivno služenje in se vrnil na položaj poveljnika 3631. vzdrževalne čete.
30. januarja 1977 je postal vojaški personalni častnik za celotno Novo Mehiko. Poleg tega pa je postal državni pomočnik G-1 in bil povišan v brigadnega generala. 29. novembra 1979 je bil dodeljen državnemu poveljstvu v sklopu Generalštaba Nacionalne garde ZDA. Med drugim je bil tudi načelnik štaba generalnega adjutanta. Guverner Toney Anaya ga je 4. januarja 1983 imenoval za generalnega adjutanta Nacionalne garde Nove Mehike. V sklopu mandata se je prizadeval za modernizacijo ter za dodelitev baterij Chaparral in Hawk nacionalni gardi. Prav tako je uvedel program sodelovanja z lokalno policijo glede preprečevanja uporabe drog; ta program je bil pozneje uveden po celotni ZDA. Naslednji trije guvernerji so ga ponovno potrdili za generalnega adjutanta, tako da je ta položaj zasedal skoraj 12 let. 
1. oktobra 1994 je bil povišan v generalporočnika in bil imenovan za načelnika Biroja Nacionalne garde ZDA. Naslednje leto se je nacionalna garda znašla v krizi, saj je Oddelek za obrambo ZDA nameraval za 50% zmanjšati bojne sile nacionalne garde ter prihranjeni denar nameniti za redno sestavo. Baca je to uspešno zavrl, saj so nacionalne gardiste leta 1998 poslali v misijo SFOR (Bosna in Hercegovina), kar je predstavljalo prvo namestitev pripadnikov nacionalne garde v tujini v skoraj 30 letih. 
Upokojil se je 31. julija 1998 in se nato ukvarjal s svetovanjem in vodstvenim usposabljanjem. 

## Odlikovanja
- Army Distinguished Service Medal
- Legija za zasluge
- Meritorious Service Medal
- Army Commendation Medal
- Army Reserve Component Achievement Award s srebrnim hrastovim listom
- National Defense Service Medal z eno bronasto zvezdo
- Vietnam Service Medal
- Armed Forces Reserve Medal z dvema peščenima urama
- Vietnam Gallantry Cross s palmo